# أليس معوج
الأليس المعوج نوع نباتي يتبع جنس الأليس من الفصيلة الصليبية.

## البيئة والانتشار
موطنه البلقان وشرق أوروبا وأرمينيا. يوجد في الجزء الأوروبي من تركيا واليونان ومقدونيا والمجر وسلوفاكيا ووكرواتيا وبلغاريا ورومانيا وأوكرانيا وجنوب غرب روسيا ويوغوسلافيا وكرواتيا.